# Cunegonda d'Asburgo (figlia di Alberto IV)
Cunegonda d'Asburgo (1230 circa) fu una delle due figlie di Alberto IV della stirpe degli Asburgo e di Edvige di Kyburg e sorella di Rodolfo I (un'altra sorella era una monaca dell'abbazia di Adelhausen, il cui nome non è noto).

## Biografia
Si sposò dapprima con Enrico III, conte di Stühlingen e Küssaberg, l'ultimo discendente maschio dei conti di Küssenberg, e che morì nel 1250 senza aver avuto figli.
Si sposò nuovamente intorno al 1250 con Ottone II di Ochsenstein della stirpe degli Ochsenstein con sede presso l'omonimo castello. Essi ebbero:
- Ottone IV, signore di Ochsenstein ⚭ Cunegonda di Lichtenberg;
- Caterina d'Ochsenstein ⚭ (I) Emicho di Leiningen (figlio di Emicho IV) ⚭ (II) Giovanni II di Sponheim-Starkenburg;
- Giovanni di Ochsenstein;
- Adelaide di Ochsenstein ⚭ (I) Bertoldo II di Neuchâtel, conte di Strassberg ⚭ (II) Rodolfo II, margravio di Baden (figlio di Rodolfo I);
- Guota di Ochsenstein ⚭ Donat di Vaz;
- Simunt di Ochsenstein;
- Anna di Ochsenstein ⚭ Eberardo I di Katzenelnbogen.